# Вилхелм IV фон Монфор-Тетнанг
Вилхелм IV фон Монфор-Тетнанг (на немски: Wilhelm IV (V) von Montfort-Tettnang; † сл. 20 юни 1439) е граф на Монфор-Тетнанг в Баден-Вюртемберг.

## Произход и наследство
Той е от влиятелния и богат швабски род Монфор/Монтфорт, странична линия на пфалцграфовете на Тюбинген. Потомък е на Хуго I фон Монфор, граф на графство Брегенц и Монфор († 1228), най-малкият син на Хуго II фон Тюбинген (1115 – 1182), пфалцграф на Тюбинген, и съпругата му Елизабет фон Брегенц (1152 – 1216). От 1207 г. наследниците се наричат на дворец Монфор „граф на Монфор“.
Вилхелм е син на граф Хайнрих III (IV) фон Монфор-Тетнанг († 1408) и втората му съпруга Аделхайд фон Хабсбург-Лауфенбург († ок. 1370), дъщеря на граф Йохан I фон Хабсбург-Лауфенбург († 1337) и Агнес фон Верд († 1352). Внук е на граф Вилхелм I фон Монфор-Брегенц-Тетнанг († 1348/1350) и Кунигунда фон Раполтщайн († сл. 1315).
Брат е на граф Рудолф V (VI) фон Монфор-Ротенфелс-Шеер, ландграф в Горна Швабия († 1425) и граф Хайнрих II (V) фон Монфор-Тетнанг († 1394/1397). Полубрат е на Хуго X (XI) граф фон Монфор-Тетнанг († сл. 1411), Кунигунда фон Монфор († сл. 1429), омъжена пр. 17 март 1405 г. за Улрих VII (V) фон Матч († 1430/1431), и на Анна фон Монфор († 1373), омъжена за граф Хайнрих III фон Фюрстенберг, ландграф в Баар († 1367).
След смъртта на Вилхелм IV/V синовете му разделят графството Монфор-Тетнанг на три: Тетнанг, Ротенфелс, Арген (Васербург Арген с Лангенарген), също на Верденберг със собственостите в Реция.

## Фамилия
Вилхелм IV (V) фон Монфор-Тетнанг се жени на 11 октомври 1412 г. за Кунигунда фон Верденберг († 6 ноември 1443), дъщеря на граф Албрехт III фон Верденберг-Хайлигенберг-Блуденц († 1420) и Урсула фон Шаунберг († 1412). Те имат децата:
- Йохан I фон Монфор († сл. 1431), граф
- Хайнрих VI фон Монфор († 23 ноември 1444), граф
- Клара фон Монфор-Тетнанг († 1440), омъжена I. пр. 6 декември 1435 г. за Албрехт (IV) фон Рехберг-Щауфенек († 1439), син на Файт I фон Рехберг († 1416) и Ирмела (Ирмгард) фон Тек († 1422), II. на 20 септември 1439 г. в Ипхофен за Конрад IV Шенк фон Лимпург († 2 юни 1482), син на Фридрих III Шенк фон Лимпург († 1414) и Елизабет фон Хоенлое-Шпекфелд († 1445)
- Улрих IV фон Монфор-Тетнанг-Зумерау († 29 октомври 1495), граф, женен 1467 г. за Урсула фон Хахберг-Заузенберг († 26 април 1485), дъщеря на маркграф Вилхелм фон Хахберг-Заузенберг († 1482) и Елизабет фон Монфор († 1458)
- Рудолф VII фон Монфор († 7 декември 1445/25 февруари 1446), женен за Беатрикс фон Хелфенщайн († сл. 1467)
- Хуго XIII (XI) фон Монфор-Ротенфелс-Арген-Васербург († ок. 16 октомври 1491), граф, женен I. ок. 1 юни 1455 г. за Елизабет фон Верденберг († 1467), дъщеря на граф Йохан III фон Верденберг-Зарганс († 1465) и графиня Елизабет фон Вюртемберг († 1476), II. пр. 31 август 1476 г. за Елизабет фон Хоенлое († 24 декември 1488), дъщеря на Албрехт I фон Хоенлое-Вайкерсхайм († 1429) и Елизабет фон Ханау († 1475)
- Кунигунда фон Монфор-Тетнанг († сл. 1463), омъжена на 21 декември 1432 г. за имперски граф Еберхард I фон Валдбург-Зоненберг († 22 септември 1479), син на граф, трушсес и рицар Йохан фон Валдбург († 1424) и Урсула фон Абенсберг († 30 януари 1422)
- Хайнрих III/VI фон Монфор († 23 ноември 1444), граф на Верденберг, Фретигау и Тауферс
- Вилхелм VI (XI) граф фон Монфор († 6 януари 1435)

Вилхелм IV (V) фон Монфор-Тетнанг има от друга връзка два сина:
- Хайнрих Габлер († сл. 1452)
- Вилхелм де Монфор-Габлер († 16 октомври 1459)